# Lucemburčané
Lucemburčané jsou germánská etnická skupina, původně žijící na území Lucemburska, sdílející lucemburskou kulturu nebo mající lucemburský původ.
Ze zákona jsou Lucemburčané obyvatelé Velkovévodství lucemburského - malé země, která leží mezi Německem, Francií a Belgií. Jsou germánského a keltského původu, vedle francouzštiny a němčiny užívají jako mateřský jazyk lucemburštinu. Třebaže je lucemburština podobná staré němčině, liší se od ní natolik, že se považuje za samostatný jazyk, nikoli za německé nářečí.

## Osobnosti
V Lucembursku se narodil fyzik Gabriel Lippmann, nositel Nobelovy ceny za rok 1908. Lucemburské kořeny měli i další Nobelisté Paul Lauterbur a Jules A. Hoffmann. Významným vynálezcem byl i Hugo Gernsback, ale více nakonec proslul jako jeden z otců sci-fi literatury - jmenuje se po něm i nejvýznamnější sci-fi cena Hugo. Významným botanikem byl Heinrich Johann Nepomuk von Crantz.
Básník Michel Lentz je autorem lucemburské hymny.
V dějinách Lucemburska hraje zásadní roli rod Lucemburků. Jeho zakladatelem byl Siegfried I. Lucemburský. K jeho nejvýznamnějším představitelům patřili ti, kdo získali i korunu římského císaře (Svaté říše římské) a formovali tak evropskou politiku, tedy Karel IV., Zikmund Lucemburský, Václav IV. a Jindřich VII. Lucemburský. Významné místo v paměti Lucemburčanů má také Jan Lucemburský, symbol ctností středověkého rytíře.
Patronkou Lucemburska je Kunhuta Lucemburská.
Ve 20. století se lucemburští politici také tradičně angažují v evropském integračním procesu. Lucemburčan Robert Schuman patří k otcům myšlenky Evropské unie. Lucemburčané se také často stávají předsedy Evropské komise, byli jimi Jacques Santer, Gaston Thorn a Jean-Claude Juncker.
Lucemburčané mají slavnou cyklistickou školu. Z ní vzešla jména jako Andy Schleck, Fränk Schleck, Kim Kirchen, Charly Gaul či Nicolas Frantz. Olympijské zlato si připsali běžec na patnáctistovku Josy Barthel a maratonec Michel Théato. Sjezdař Marc Girardelli má dvě olympijská stříbra. Nejslavnějším lucemburským fotbalistou byl Louis Pilot. Bertrand Gachot byl pilotem Formule 1. Do Formule 1 zasáhl i obchodník Gérard Lopez, majitel stáje Lotus.